# DU&ICH
DU&ICH war eine von 1969 bis 2014 in verschiedenen Verlagen erschienene deutsche Zeitschrift für homosexuelle Männer.

## Geschichte und Beschreibung
Die erste Ausgabe des Magazins erschien am 1. Oktober 1969. Am 1. September war die Novellierung des § 175 in Kraft getreten, und homosexuelle Kontakte unter erwachsenen Männern waren nicht mehr verboten. Aus diesem Grund nannte es sich auch eine Zeit lang Nachseptembermagazin. Gründungsherausgeber war Egon Manfred Strauss, erster Chefredakteur Udo J. Erlenhardt.
Noch vor dem erstmaligen Erscheinen von him (April 1970) und DON (Mai 1970) war DU&ICH die älteste schwule Zeitschrift in Deutschland. Der schweizerische Chefredakteur Alexander Ziegler prägte in den 1970er Jahren das Magazin, spätere Chefredakteure waren Philipp Salomon, Dirk Ludigs und danach als Nachfolger Andreas Hergeth.
2002 wurde die Zeitschrift vom Jackwerth Verlag übernommen und erschien seit Oktober 2007 alle zwei Monate statt monatlich. Nach Auflösung des Verlags, bedingt durch den beruflichen Rückzug des Verlegers Reiner Jackwerth, wurde sie im Mai 2012 mit dem gesamten ehemaligen Medienbestand des Verlags sowie allen Mitarbeitern vom eigens neu gegründeten Berliner Verlag Special Media SDL übernommen. DU&ICH verfügte auch über eine Onlineausgabe, diese war unter www.du-und-ich.net abrufbar. Nach 493 veröffentlichten Ausgaben stellte der Verlag das Magazin im Juli 2014 ein.